# Muhammad Mansur Ali
Muhammad Mansur Ali, né le 16 janvier 1917 et décédé le 3 novembre 1975, était un homme d'État bangladais qui était un proche confident du Sheikh Mujibur Rahman, le dirigeant fondateur du Bangladesh. Dirigeant principal de la Ligue Awami, Mansur a également été Premier ministre du Bangladesh en 1975.